# Чемпионат Армении по боксу 2012
Чемпионат Армении по боксу 2012 года проходил в Ереване с 9 по 12 ноября 2012 года.

## Медалисты
| Весовая категория            | Золото              | Серебро         | Бронза                     |
| ---------------------------- | ------------------- | --------------- | -------------------------- |
| Минимальный вес (— 49 кг)    | Корюн Согомонян     | Оганес Даниелян | Тигран Манукян Овик Абовян |
| Наилегчайший вес (— 52 кг)   | Радик Тамоян        |                 | Давид Шахбазян             |
| Легчайший вес (— 56 кг)      | Арам Авагян         |                 | Ваге Алавердян             |
| Полулёгкий вес (— 60 кг)     | Владимир Саруханян  |                 | Арутюн Такворян            |
| Лёгкий вес (— 64 кг)         | Ара Пулузян         |                 | Гор Ерицян                 |
| Полусредний вес (— 69 кг)    | Грайр Матевосян     |                 | Арсен Айрапетян            |
| Первый средний вес (— 75 кг) | Андраник Акопян     |                 | Рафаэль Хачатрян           |
| Второй средний вес (— 81 кг) | Артур Хачатрян      |                 | Вагаршак Степанян          |
| Полутяжёлый вес (— 91 кг)    | Александр Карагезян |                 | Арташес Карапетян          |
| Супертяжёлый вес (+ 91 кг)   | Серго Погосян       | Акоп Мелконян   |                            |